# Локаут у Националној хокејашкој лиги 1994/95.
Локаут из 1994/95. представљао је штрајк који је уследио након године у којој се хокеј у Националној хокејашкој лиги (НХЛ) играо без уговора о колективном заступању играча. Предмета прекида рада био је тај што су играчи тражили колективни договор а власници лиге да се помогне франшизама са слабијим тржиштем како би се осигурали да ће оне моћи да се носе са повећањем плата играча. Просечна плата од 271.000 америчких долара из 1991. скочила је на 572.000 у 1994. и лига је тражила да се заустави даљи раст  а играчи са високим примањима драстично опорезују. Тој идеји се супротставио извршни директор Асоцијације НХЛ играча Боб Гудинау.
Локаут је изазвао скраћење сезоне 1994/95. на 48 уместо планираних 84 утакмица по клубу, што је била најкраћа сезона у последње 53 године.